# Лукашев, Леонид Фёдорович

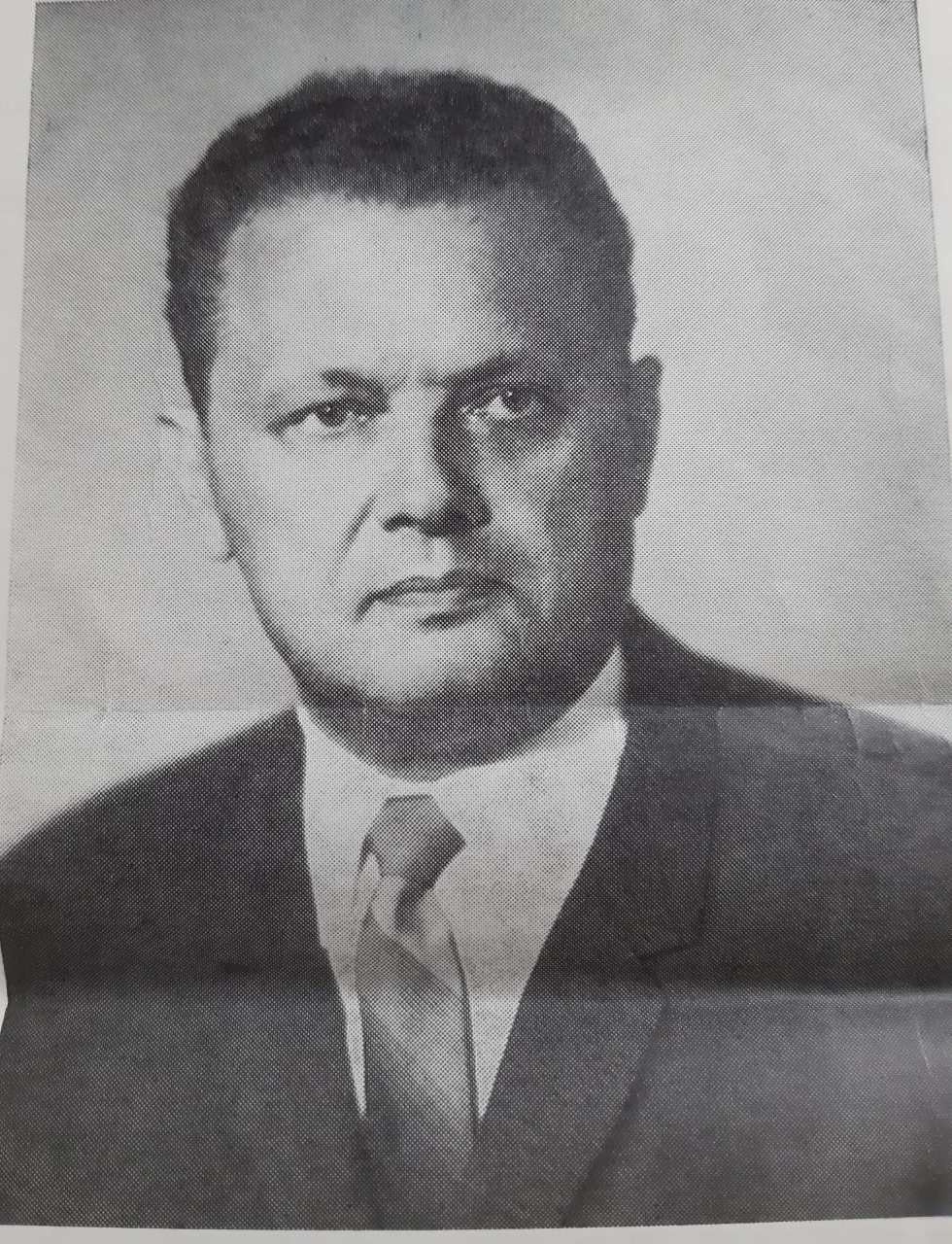
Лукашёв Леонид Федорович в 1980 году

Леонид Фёдорович Лукашёв — советский хозяйственный, государственный и политический деятель.

## Биография
Родился в 1925 году. Член КПСС.
С 1943 года — на хозяйственной, общественной и политической работе. В 1943—1988 гг. — инженерный и комсомольский работник в Москве, первый секретарь Октябрьского райкома ВЛКСМ города Москвы, партийный работник в городе Москве, первый секретарь Москворецкого райкома КПСС города Москвы, заместитель председателя Московского городского Совета депутатов трудящихся. 
Делегат XXV и XXVI съездов КПСС.
Умер в 2014 году.